# یوکی ناتسومه
یوکی ناتسومه (ژاپنی: 棗 佑喜؛ زادهٔ ۱۸ نوامبر ۱۹۸۸) یک بازیکن فوتبال اهل ژاپن است.
از باشگاه‌هایی که در آن بازی کرده‌است می‌توان به باشگاه فوتبال کاوازاکی فرونتال، باشگاه فوتبال توچیگی و باشگاه فوتبال ماتسوموتو یاماگا اشاره کرد.